# Hárskút (Szlovákia)
Hárskút (szlovákul 1948-ban Lipovníknak átnevezve) túlnyomórészt magyar lakosú község Felvidéken, Szlovákiában, a Kassai kerület Rozsnyói járásában.

## Fekvése
Rozsnyótól 8 km-re délkeletre, a Csermosnya-patak partján fekszik.

## Története
A szoroskői hágó alatt, Hárskút térségében IV. Béla – a Bebek család őseinek adott – 1243-as adománylevele alapján kolostor és templom, valamint királyi kastély állott, ami – Kardos István kutatásai alapján – nagy valószínűség szerint bencés monostor lehetett. (Más források hibás adata, hogy a ciszterciek építettek itt 1141-ben kolostort és templomot, ami nem áll meg, mert az első ciszterci kolostor a történelmi Magyarország területén csak 1142-ben épült Cikádoron, a Tolna vármegyei Bátaszék helyén; az írországi Mellifons in Hibernia híres cisztercita kolostorát keverték össze Hungáriával, amihez Pázmány Péter tekintélye is hozzájárult.)
A falut 1364-ben „Korna Lypa" néven említik először a Bebek család birtokaként, akik kisorosz, rutén pásztorokat is telepítettek ide – amint arról számos család- és dűlőnév is tanúskodik (Demárka, Dusa, Orosz-telke). 1430-ban 34 portát számoltak itt össze. A falu később az Andrássyak kransznahorkai uradalmához tartozott. 1570-ben 38 lakóház és 3 zsellérház állt a faluban.
A 18. század végén Vályi András így ír róla: „HÁRSKÚT. Magyar falu Torna Várm. földes Urai G. Andrásy, és Kotsó Uraságok, lakosai katolikusok, fekszik Dernő mellet Gömör Vármegyének szélénél, határja középszerű."
1828-ban 109 házában 876 lakos élt, akik mezőgazdasággal, állattartással foglalkoztak.
A 19. század közepén Fényes Elek eképpen írja le: „Hárskut, magyar falu, Abauj-Torna vmegyében, ut. p. Rosnyóhoz keletre 1 1/4 mfdnyire: 744 kath., 474 ref., 4 zsidó lak. Kath. paroch. templom. Sok és jó gyümölcs. Erdő. Méhtenyésztés. Határja részint róna, részint hegyes, s elég termékeny. F. u. gr. Andrásy György."
Borovszky monográfiasorozatának Gömör-Kishont vármegyét tárgyaló része szerint: „Hárskút, a Csermosnya patak mellett fekvő magyar kisközség, 135 házzal és 550 róm. kath. vallású lakossal. Hajdan Krasznahorka vár tartozéka volt és ezzel együtt került az Andrássyak birtokába. A XVIII. század közepén a Melczer család is birtokos volt itt. A község azelőtt Torna vármegyéhez tartozott. Ide tartozik Szoroskő puszta is. A róm. kath. templomot 1721-ben építették. A község postája Dernő, távírója Krasznahorkaváralja, vasúti állomása pedig Rozsnyó."
A falu Mátyás koráig Torna vármegye része, majd 1920-ig Gömör-Kishont vármegye Rozsnyói járásához tartozott. 1938 és 1945 között ismét Magyarország része.
A mai közigazgatási beosztás szerint is a rozsnyói járáshoz tartozik, de az már a kassai kerület része. Ismert szülötte a falunak Barczi Géza Kassán működő festő. A község zászlaját és címerét 1999-ben szentelték fel.

## Népessége
| Év:            | 1994. | 2004.   | 2014.   | 2024.   |
| -------------- | ----- | ------- | ------- | ------- |
| Emberek száma: | 561   | 520     | 493     | 509     |
| Eltérés:       |       | -7,30 % | -5,19 % | +3,24 % |

| Év:            | 2023. | 2024.   |
| -------------- | ----- | ------- |
| Emberek száma: | 516   | 509     |
| Eltérés:       |       | -1,35 % |

1910-ben 540 magyar lakta.
2001-ben 540 lakosából hivatalosan 462 magyar és 73 szlovák.
2011-ben 511 lakosából 381 magyar és 117 szlovák.
| Lakosok száma | 540  | 511  | 537  | 509  |
|               | 2001 | 2017 | 2021 | 2024 |

## Nevezetességei
- Mai, Keresztelő Szent János tiszteletére szentelt, római katolikus temploma a régi, román stílusú templom felhasználásával épült gótikus stílusban. 1721-ben és 1856-ban átalakították és 1894-ben bővítették. Búcsújáróhely ünnepe a Rózsafüzér királynője.
- Plébániája az egykori kolostor alapjain 1787-ben épült, 1894-ben átalakították.

## Képtár

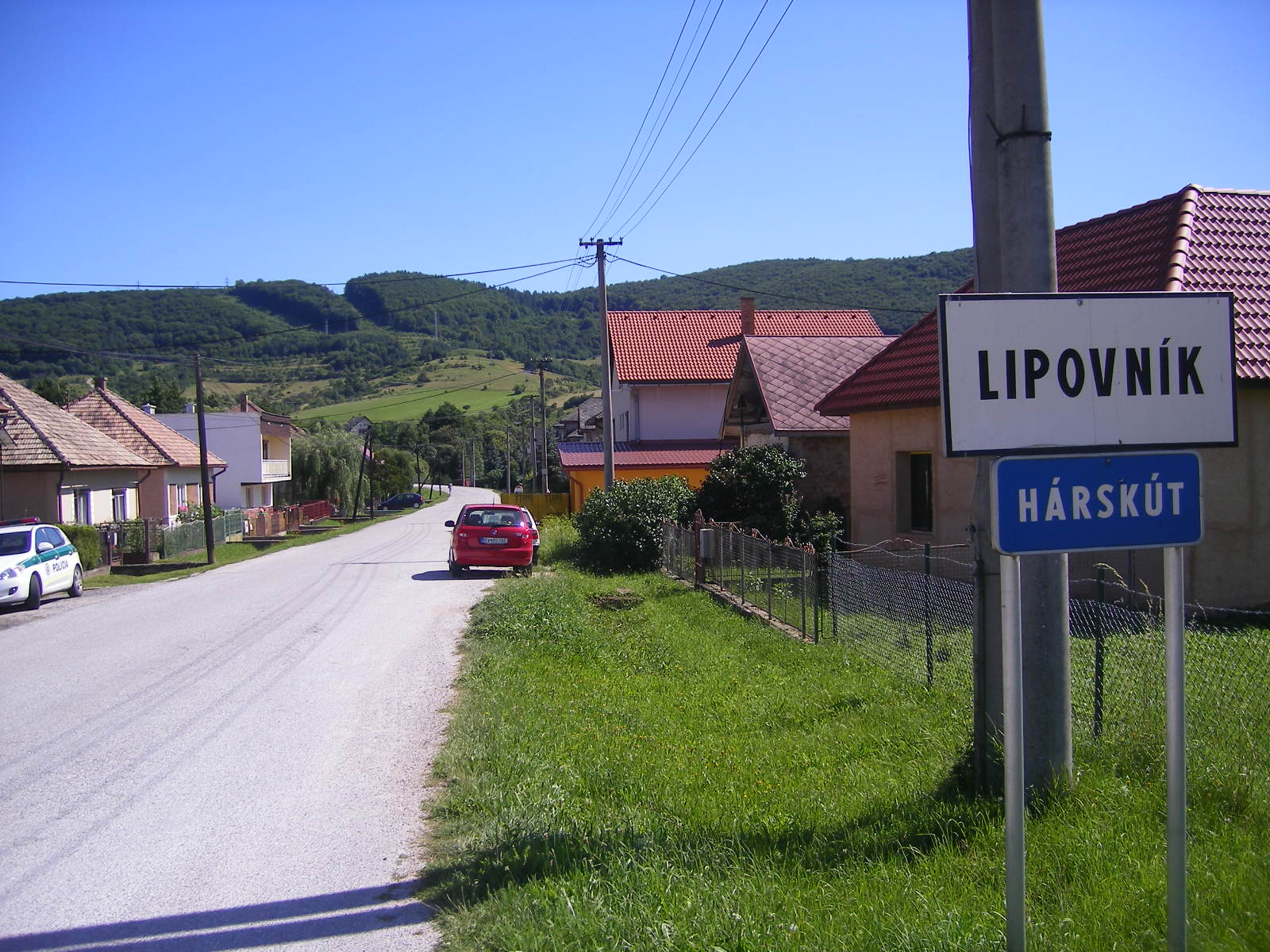
Hárskút északi szélén
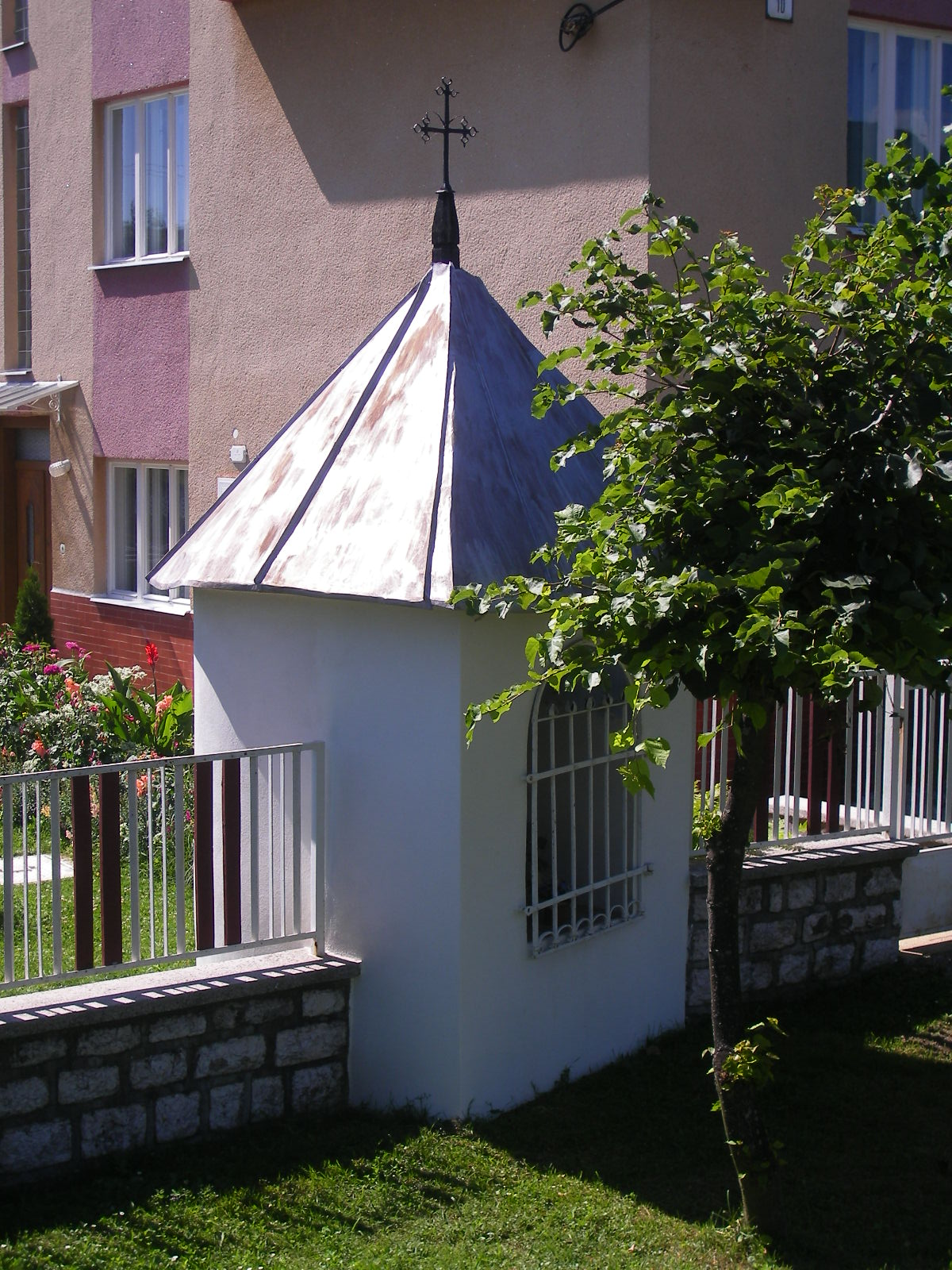
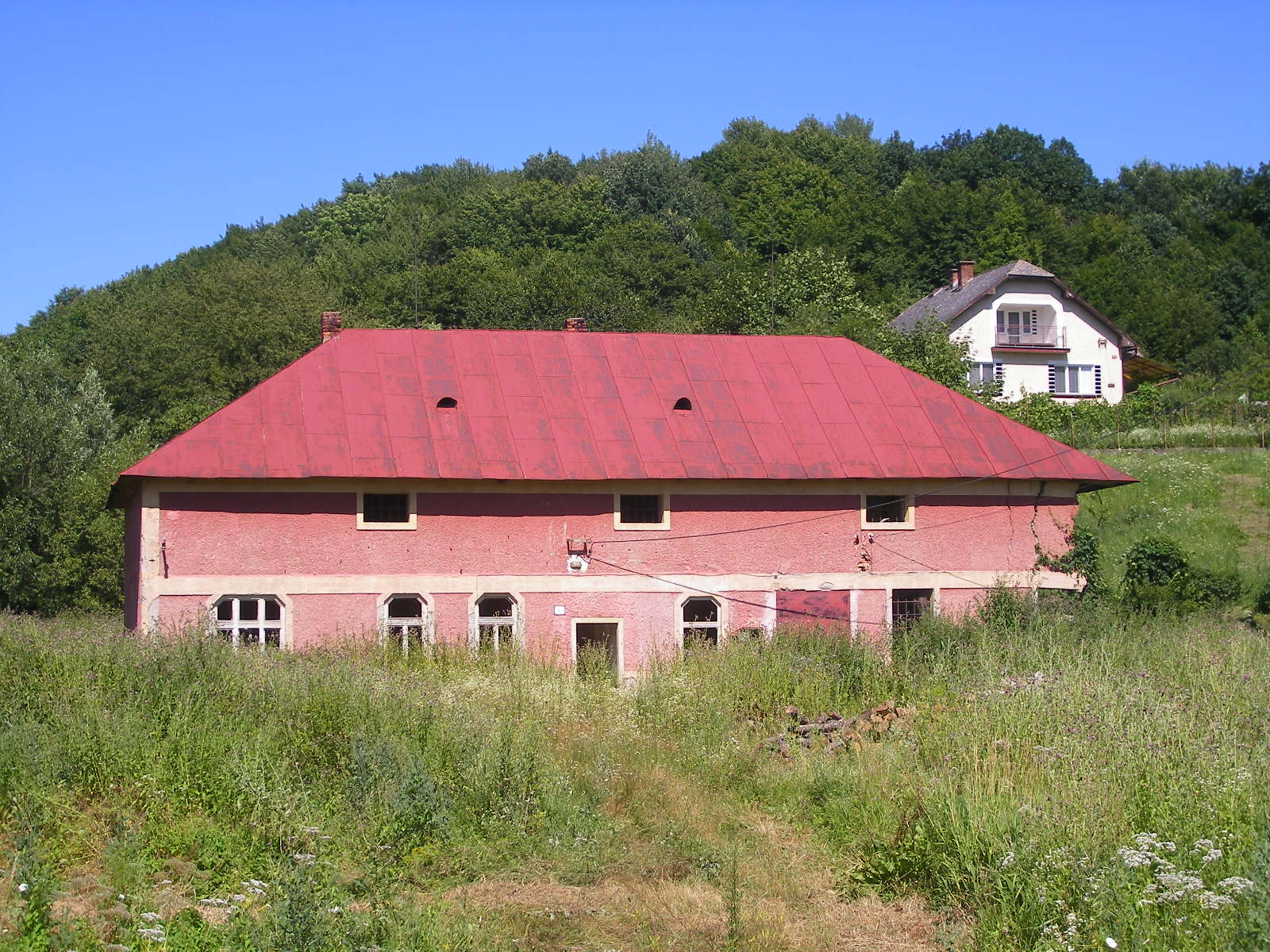
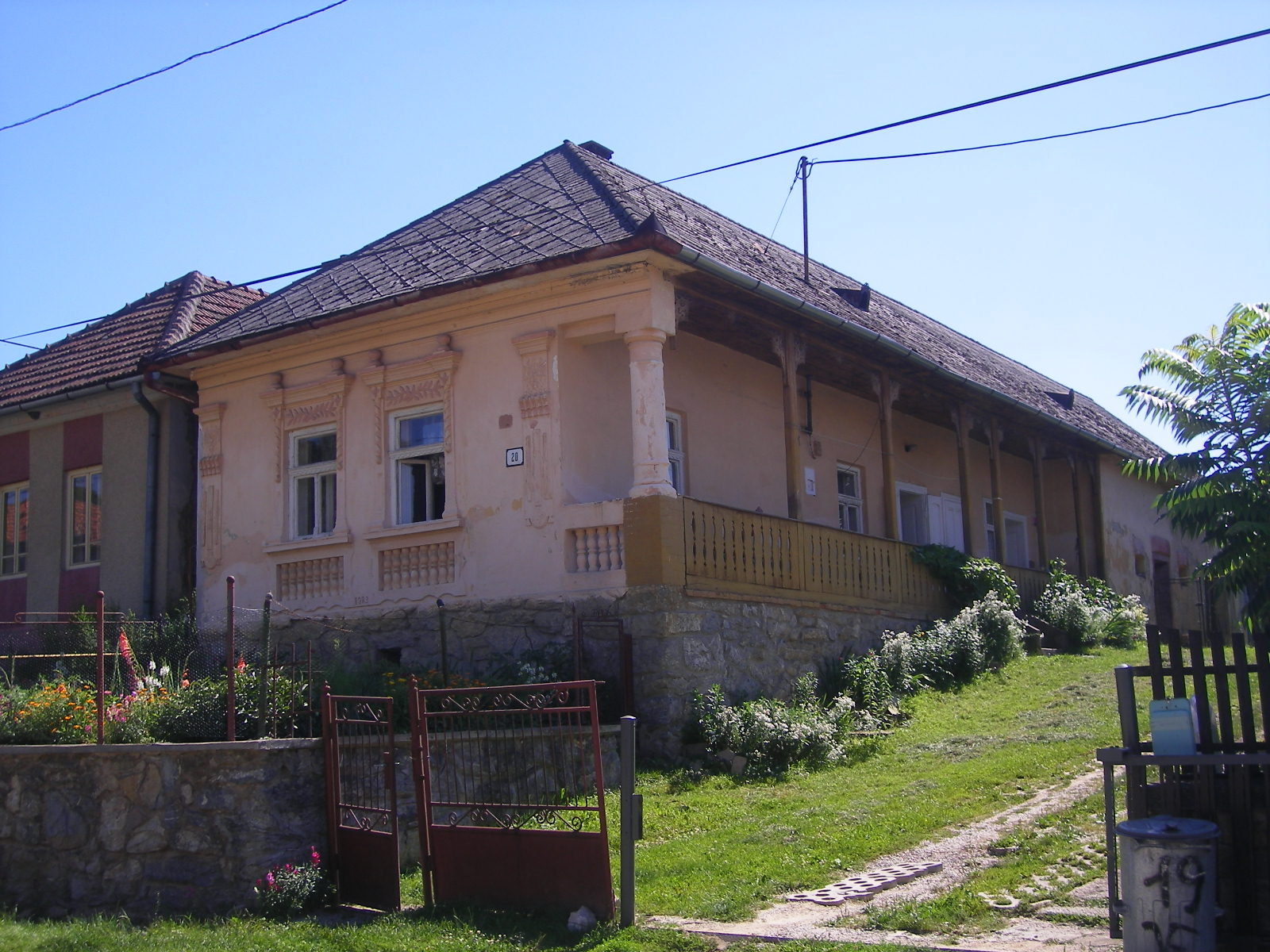
Jellegzetes régi ház Hárskúton
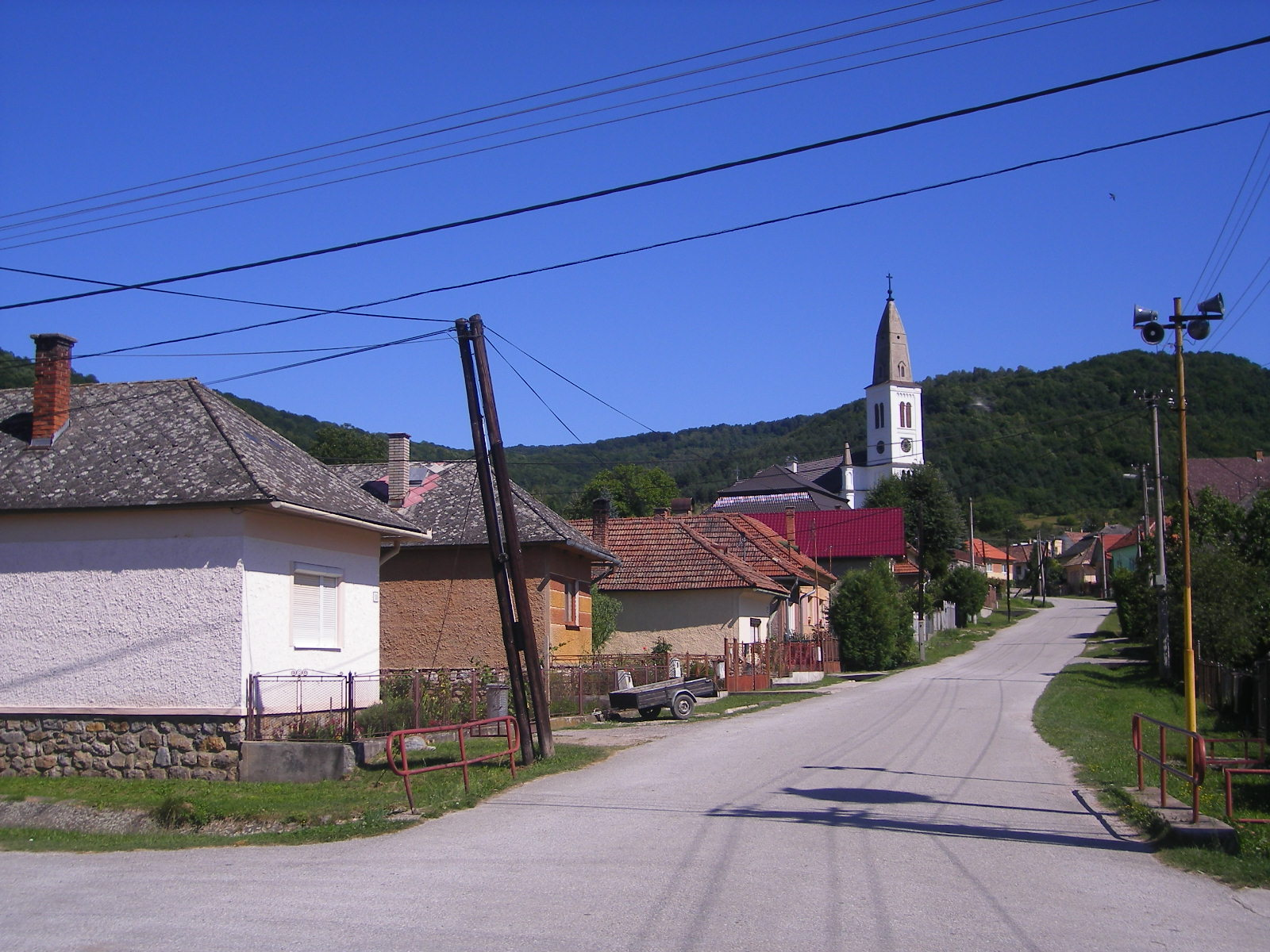
Hárskúti utcakép
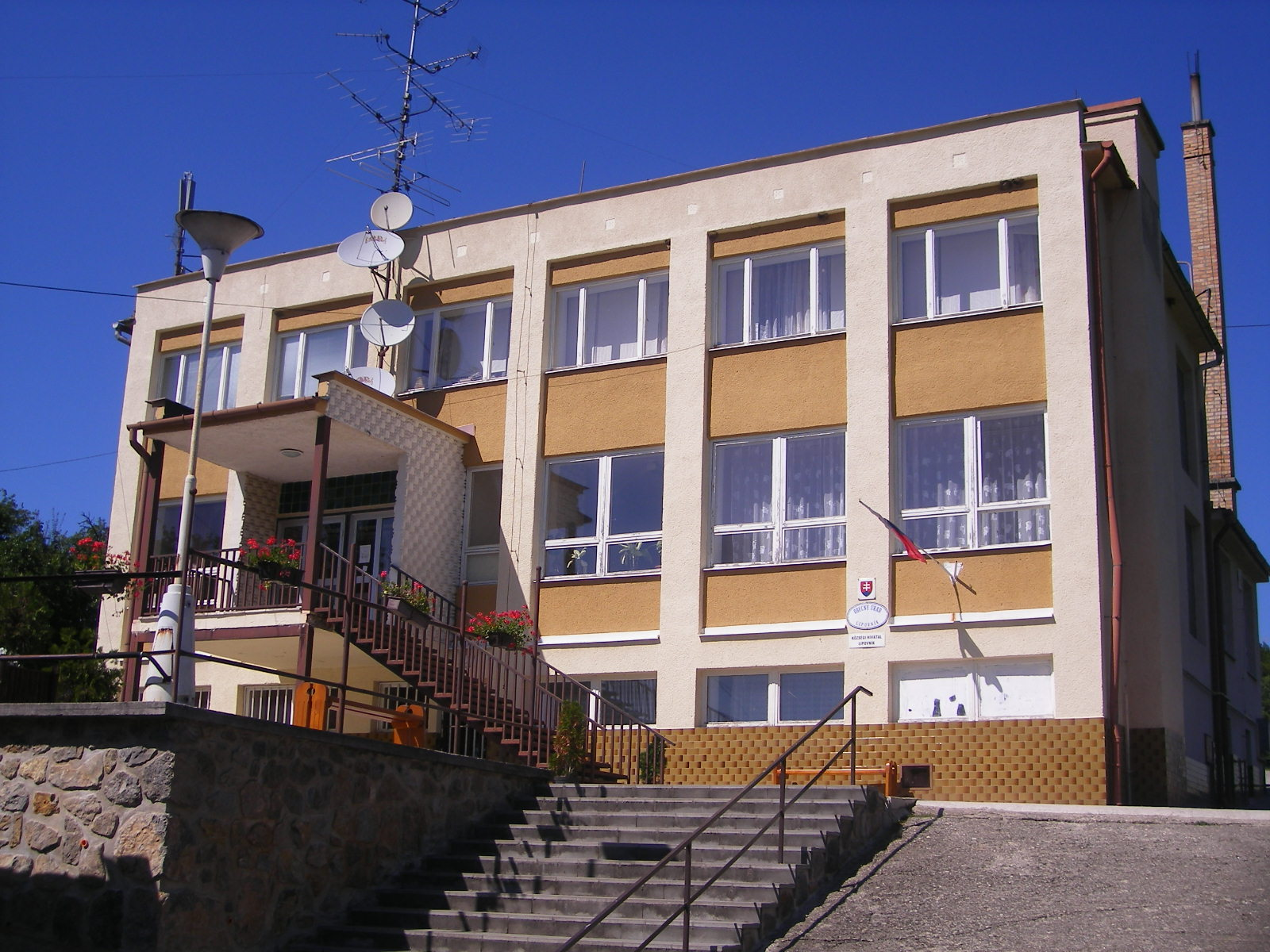
Községi hivatal
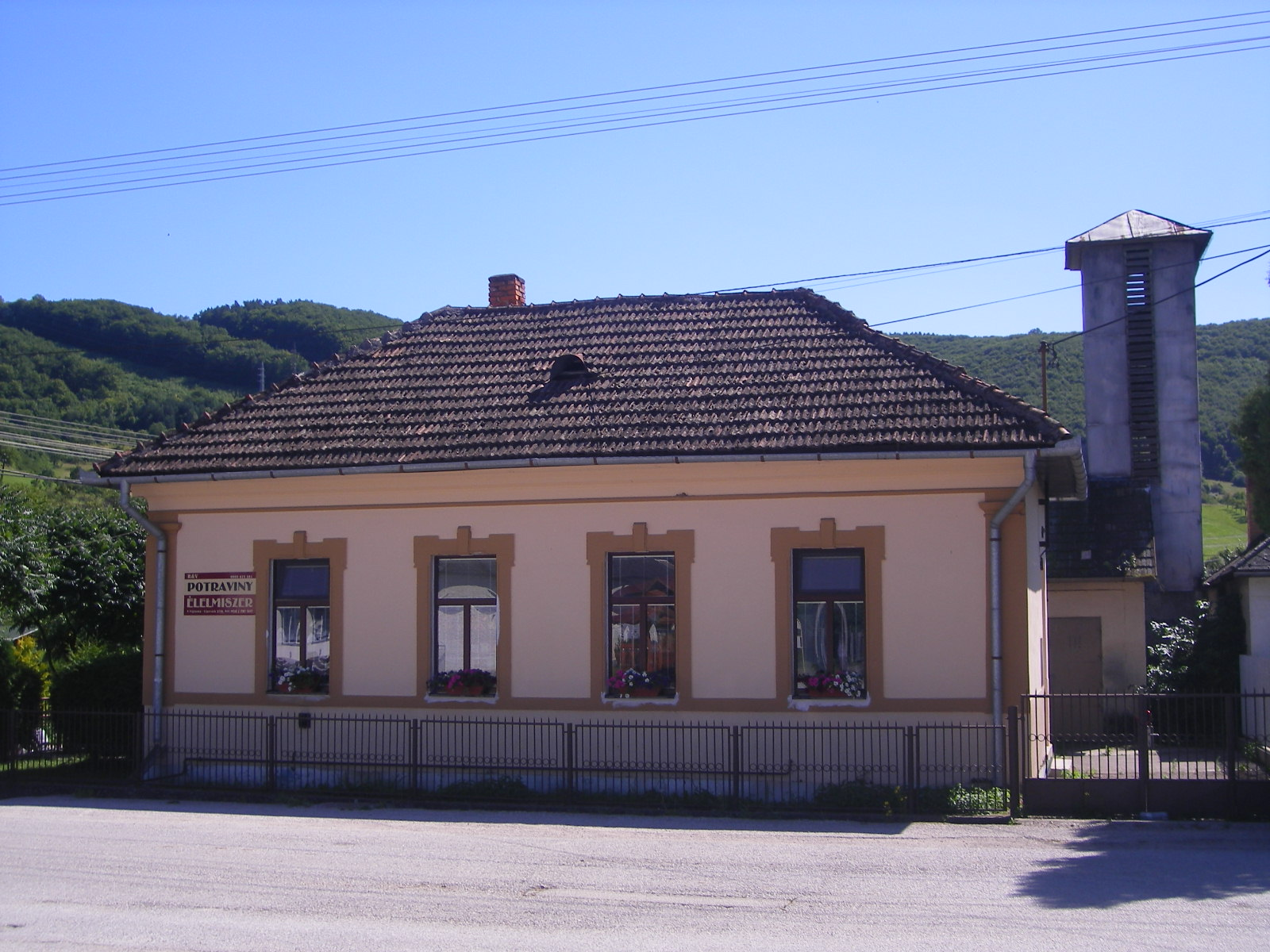
Élelmiszerüzlet
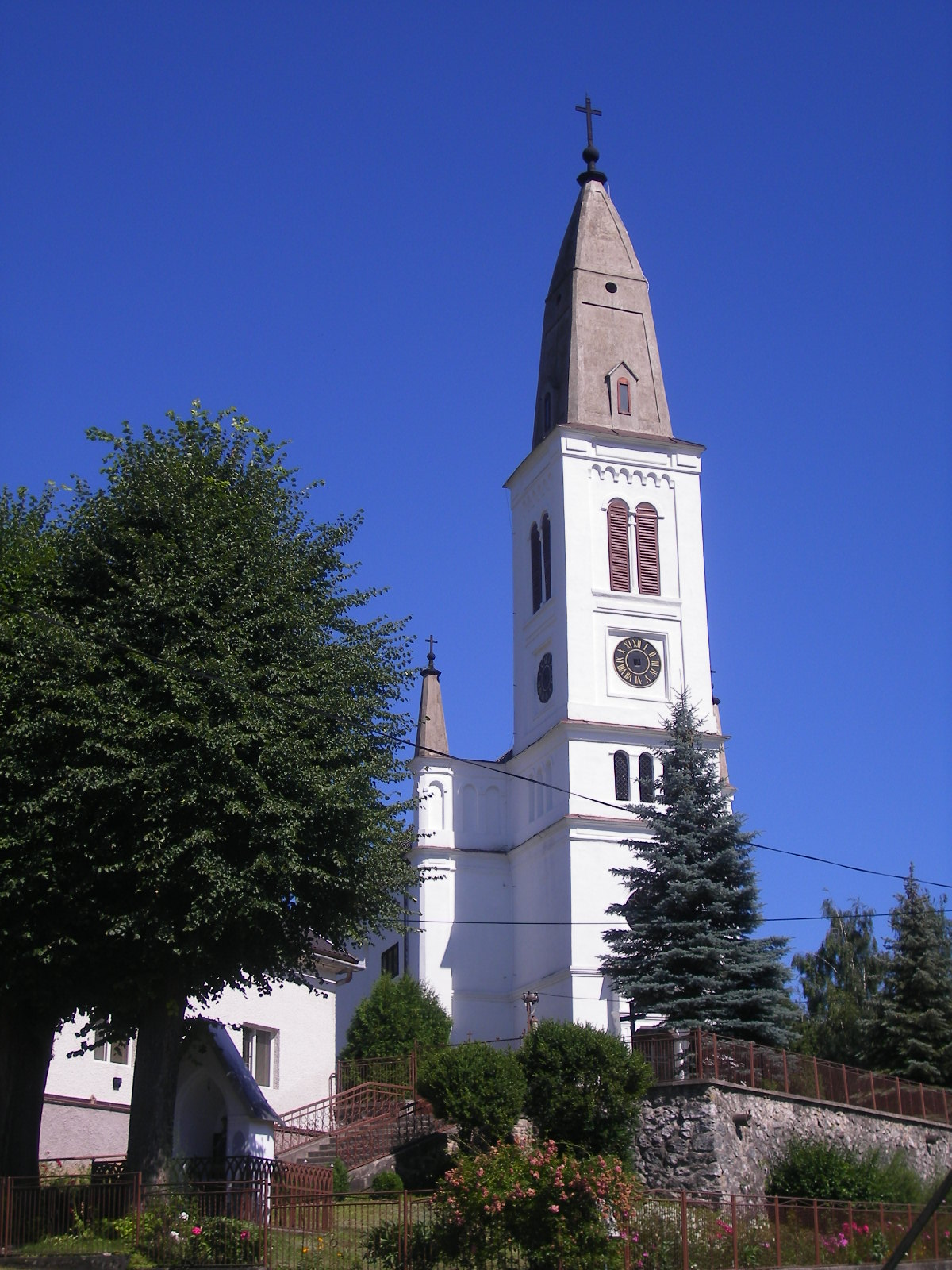
Katolikus templom
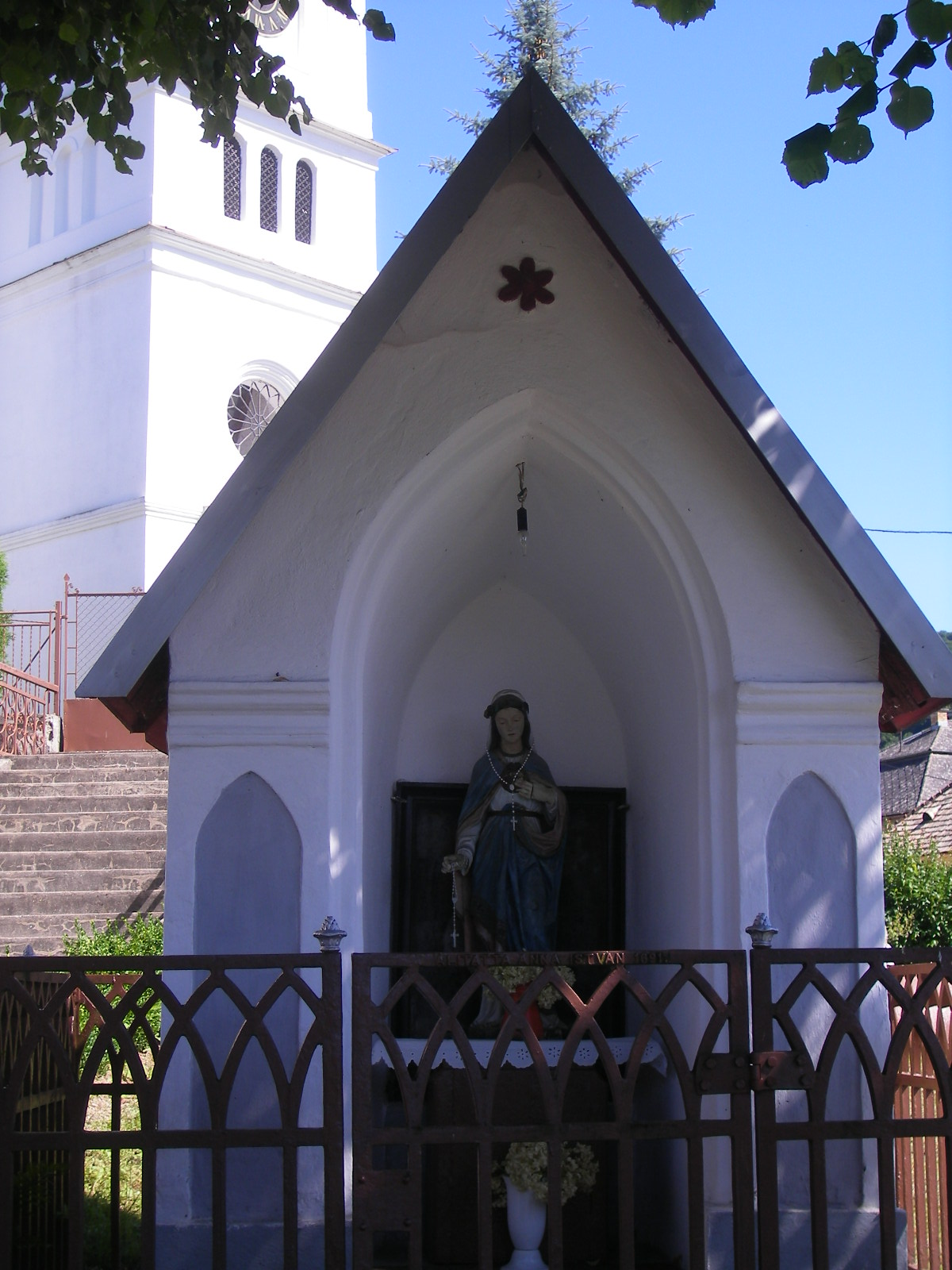
Szűz Mária-szoborfülke
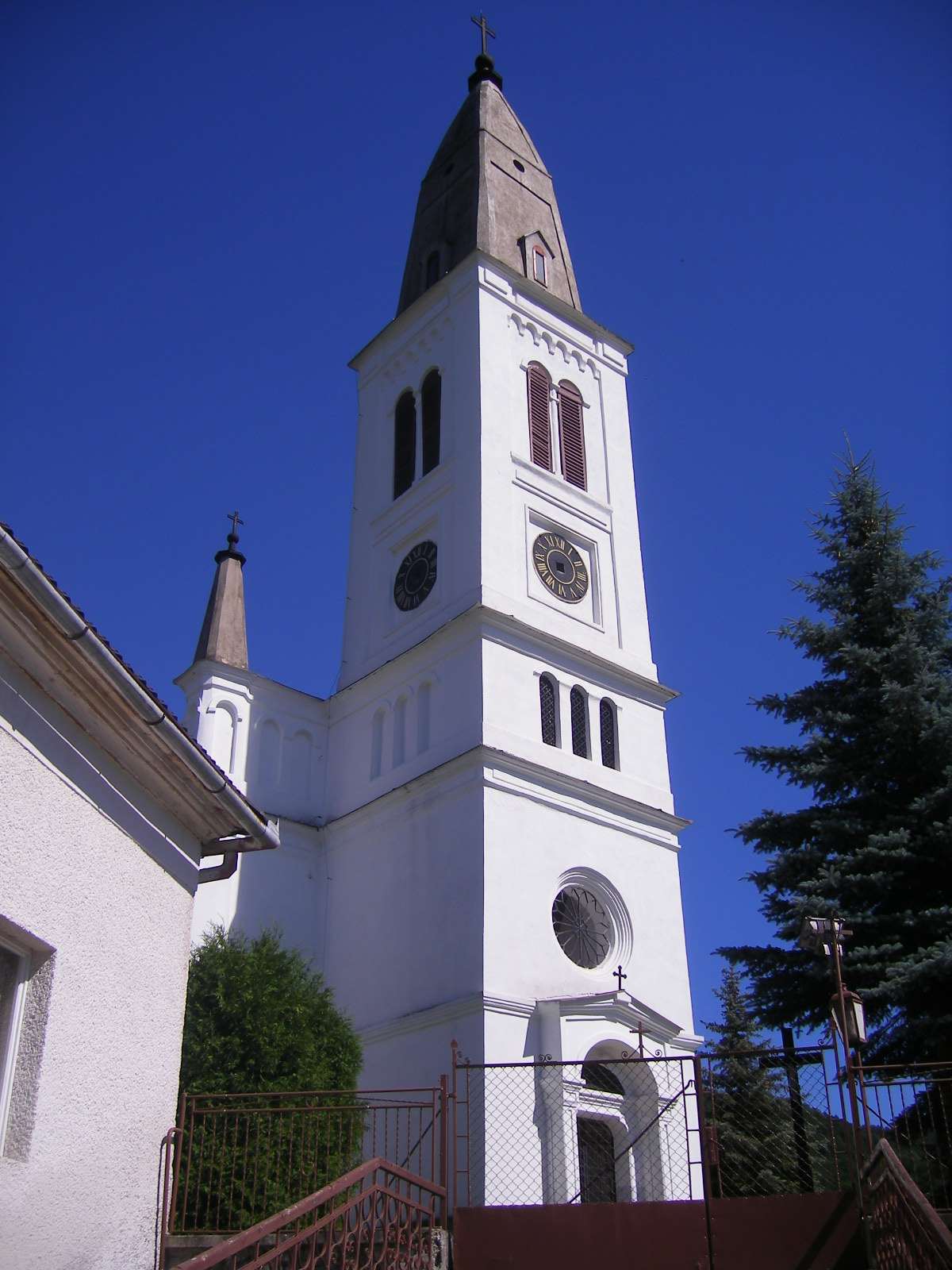
Katolikus templom
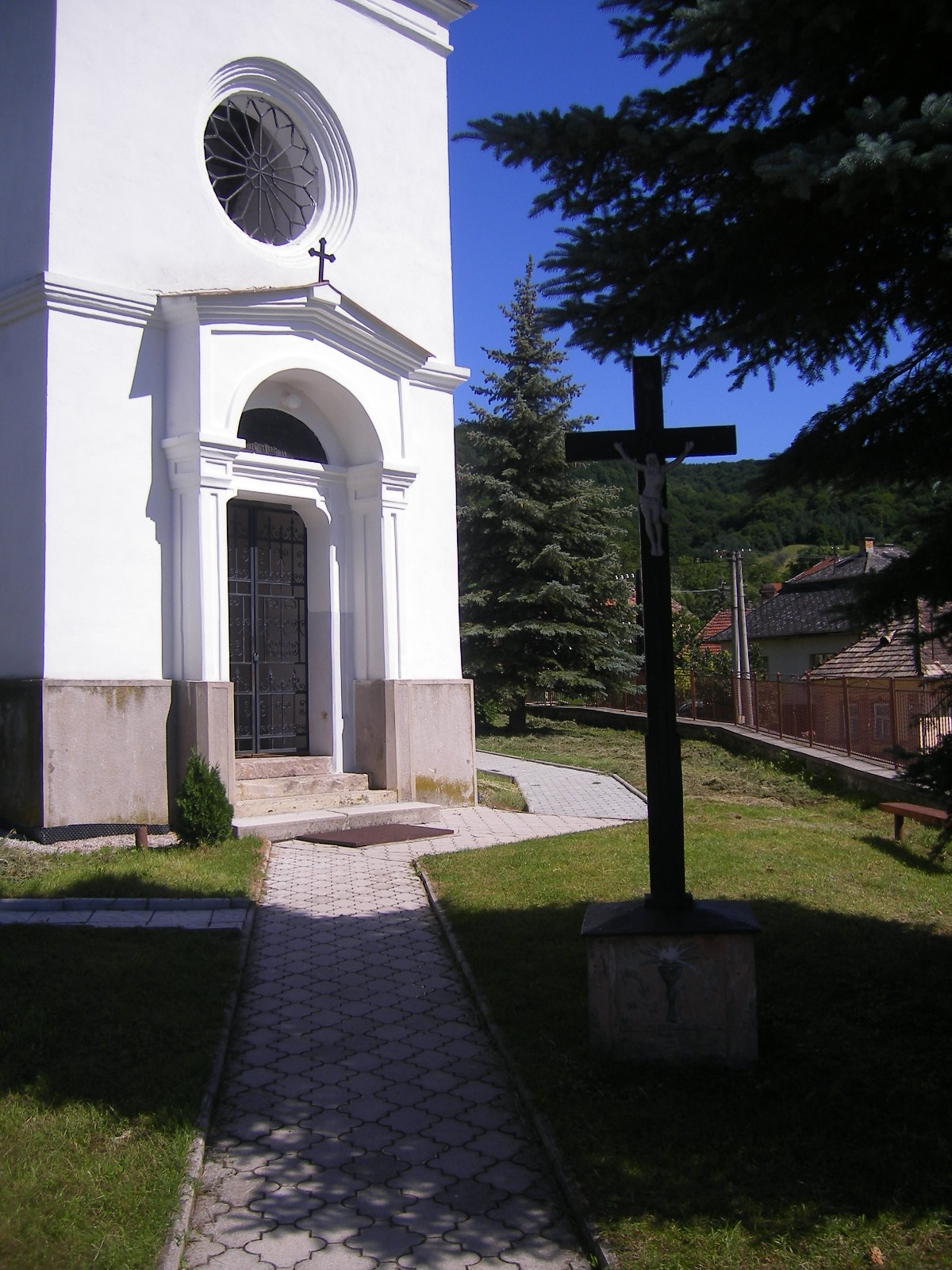
A templom bejárata
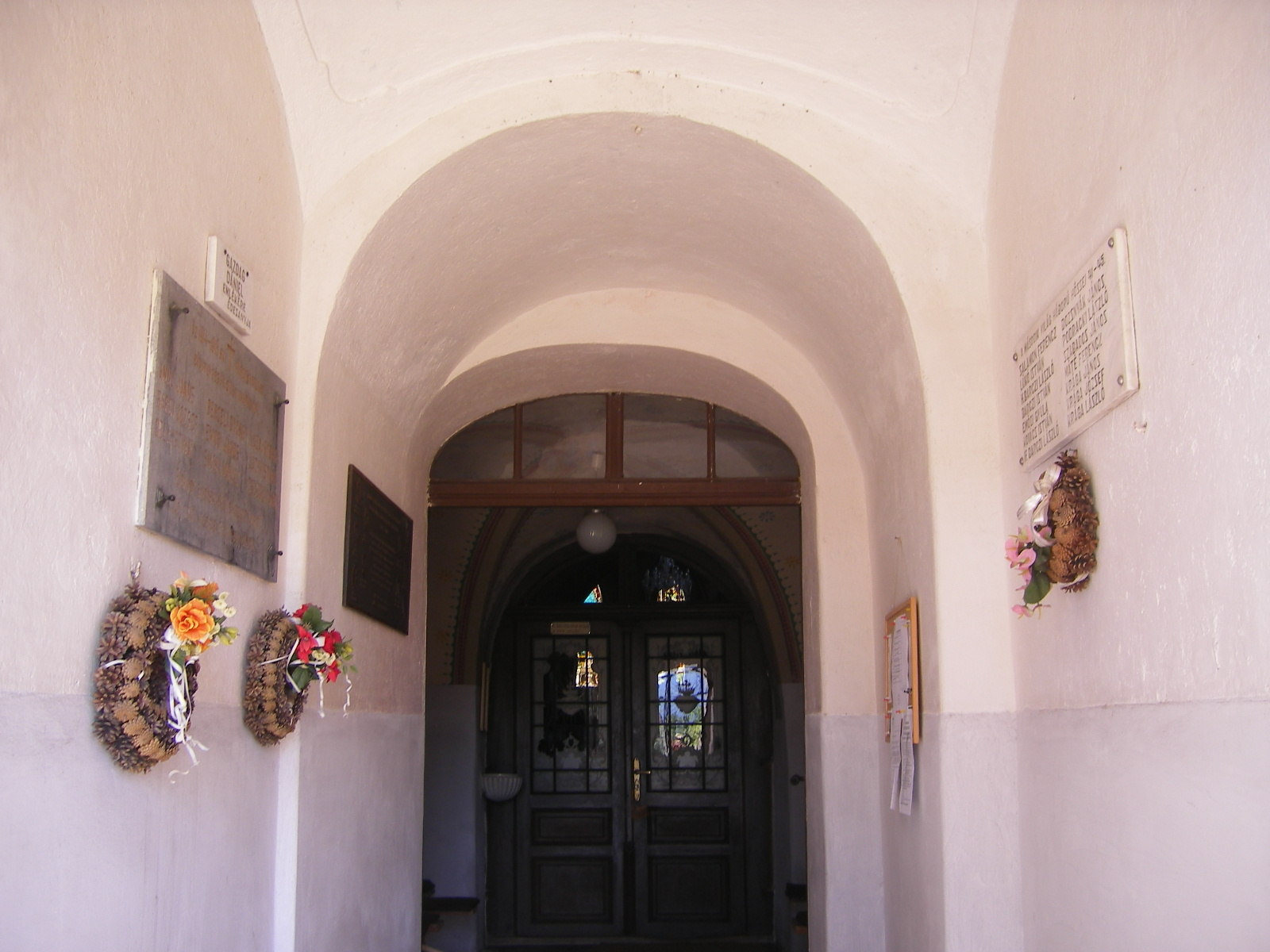
Katolikus templom
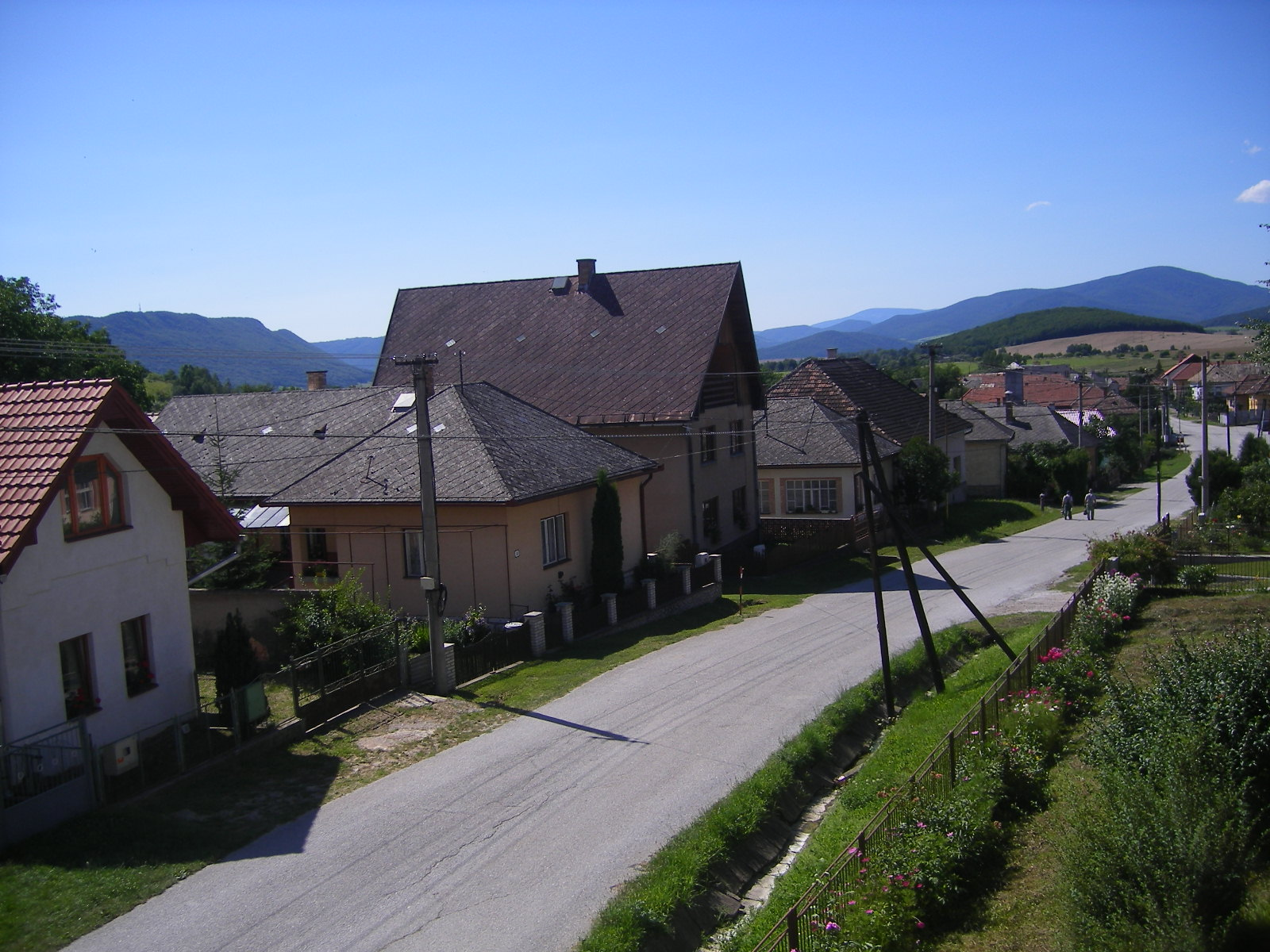
Utcakép
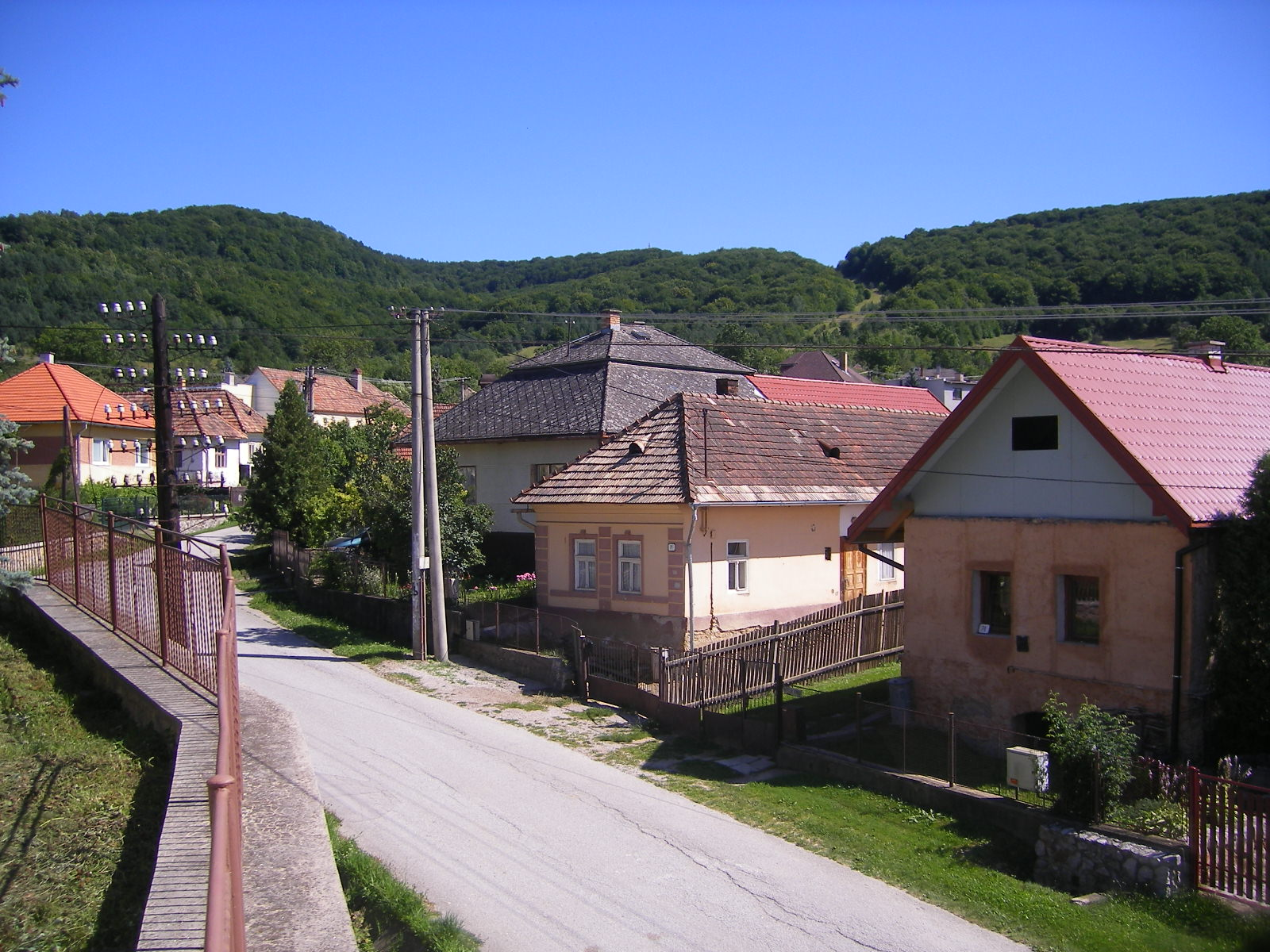
Utcakép
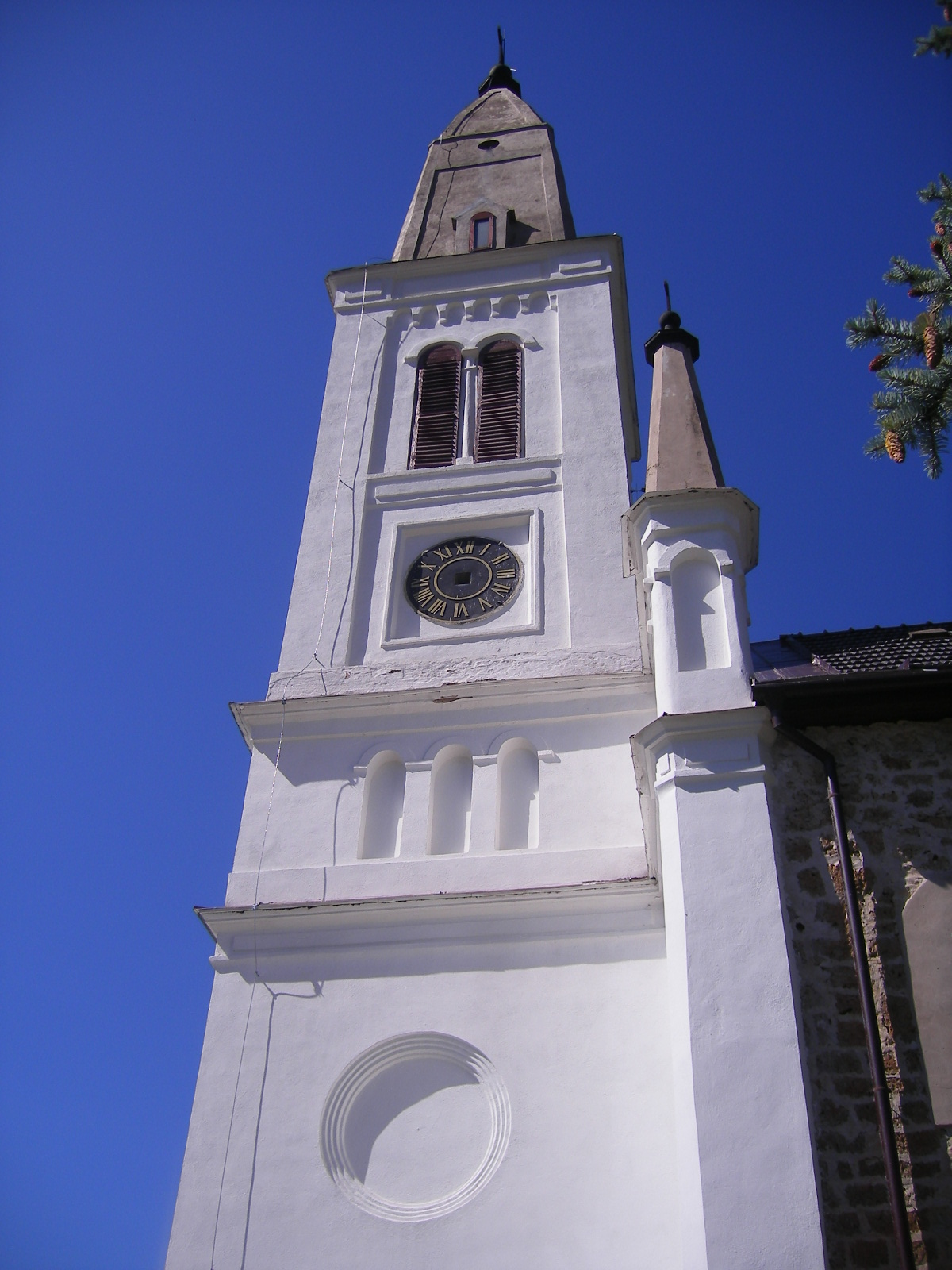
Katolikus templom
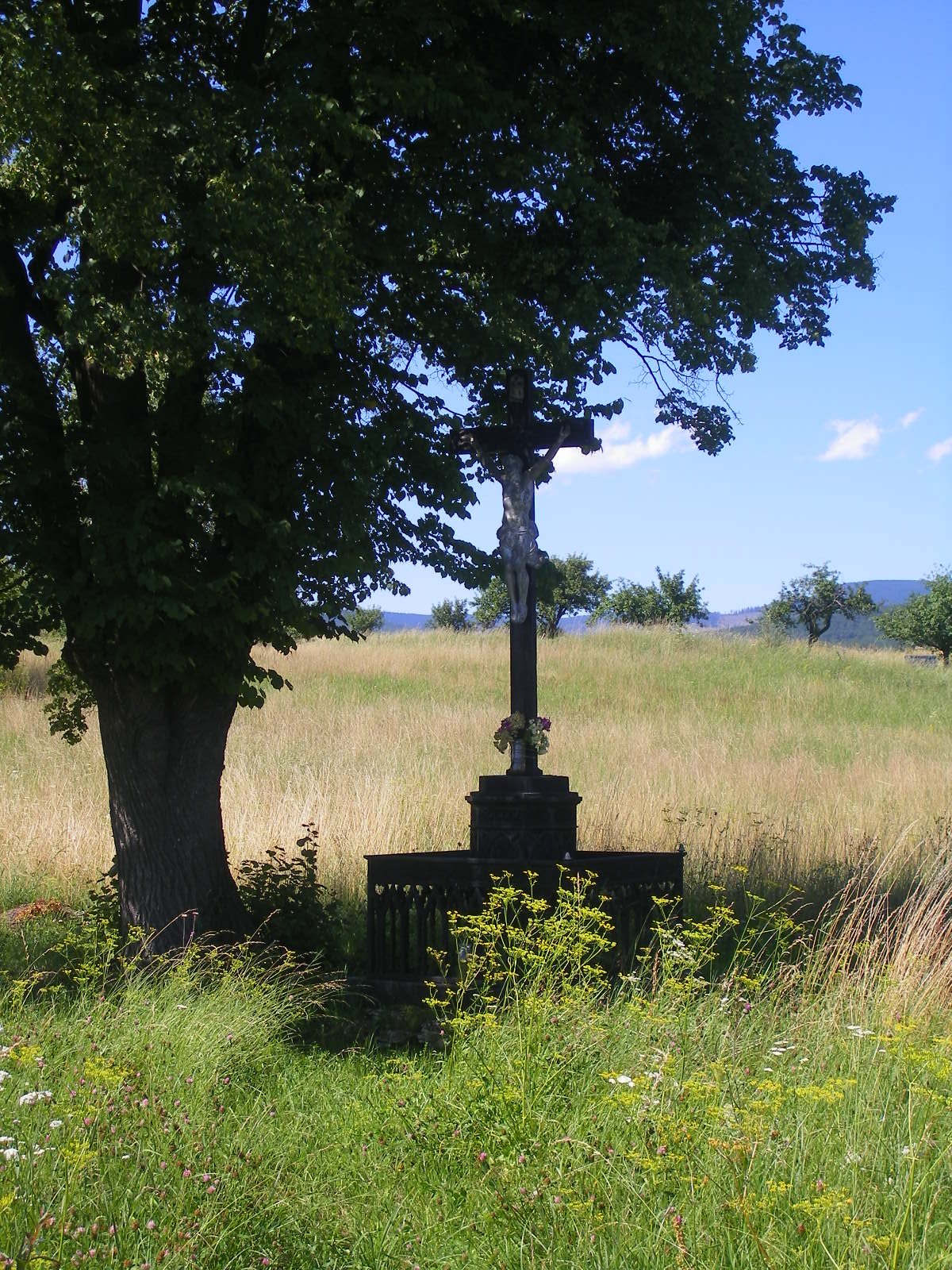
Feszület a falu szélén
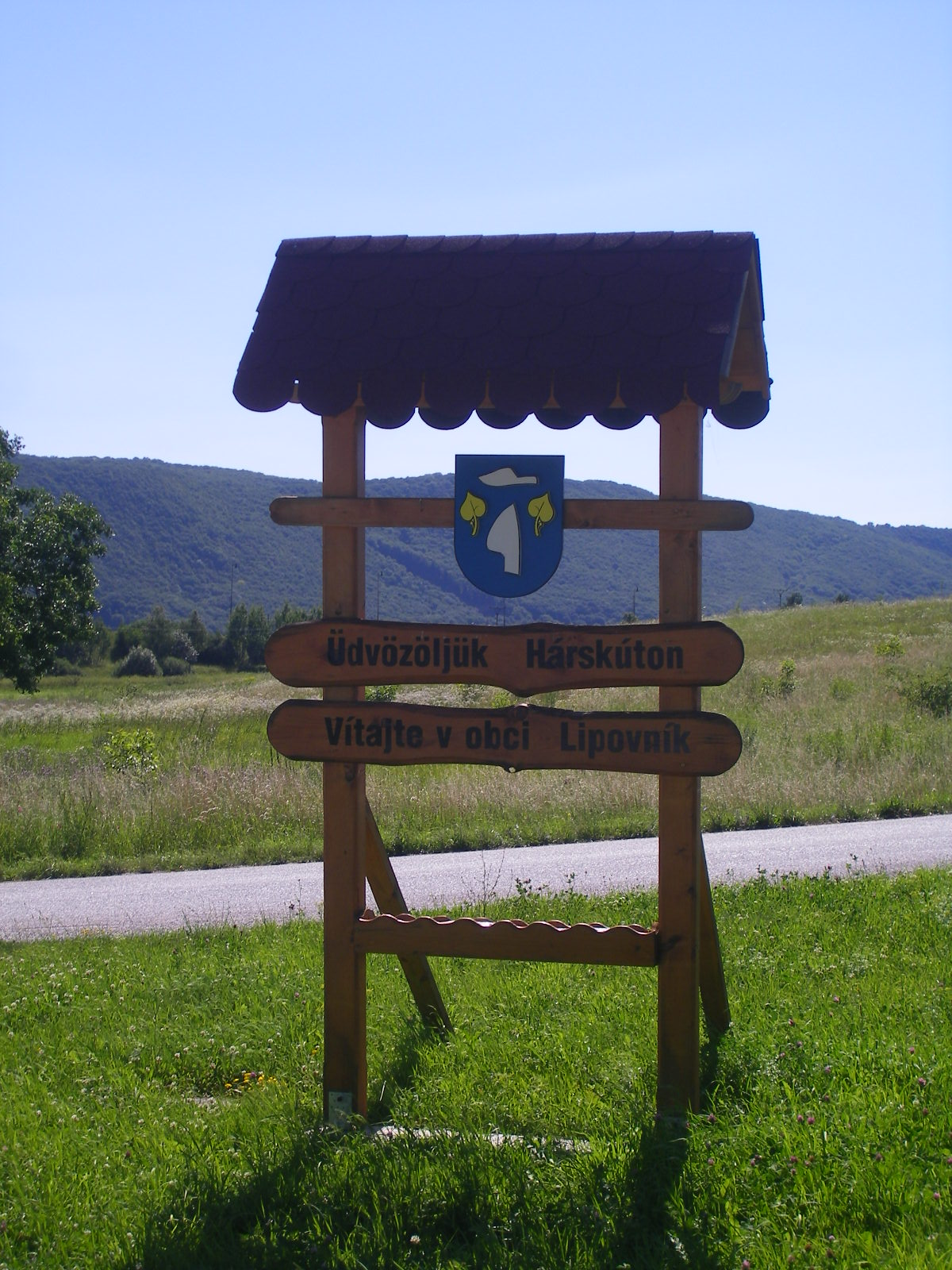
Címeres üdvözlőtábla
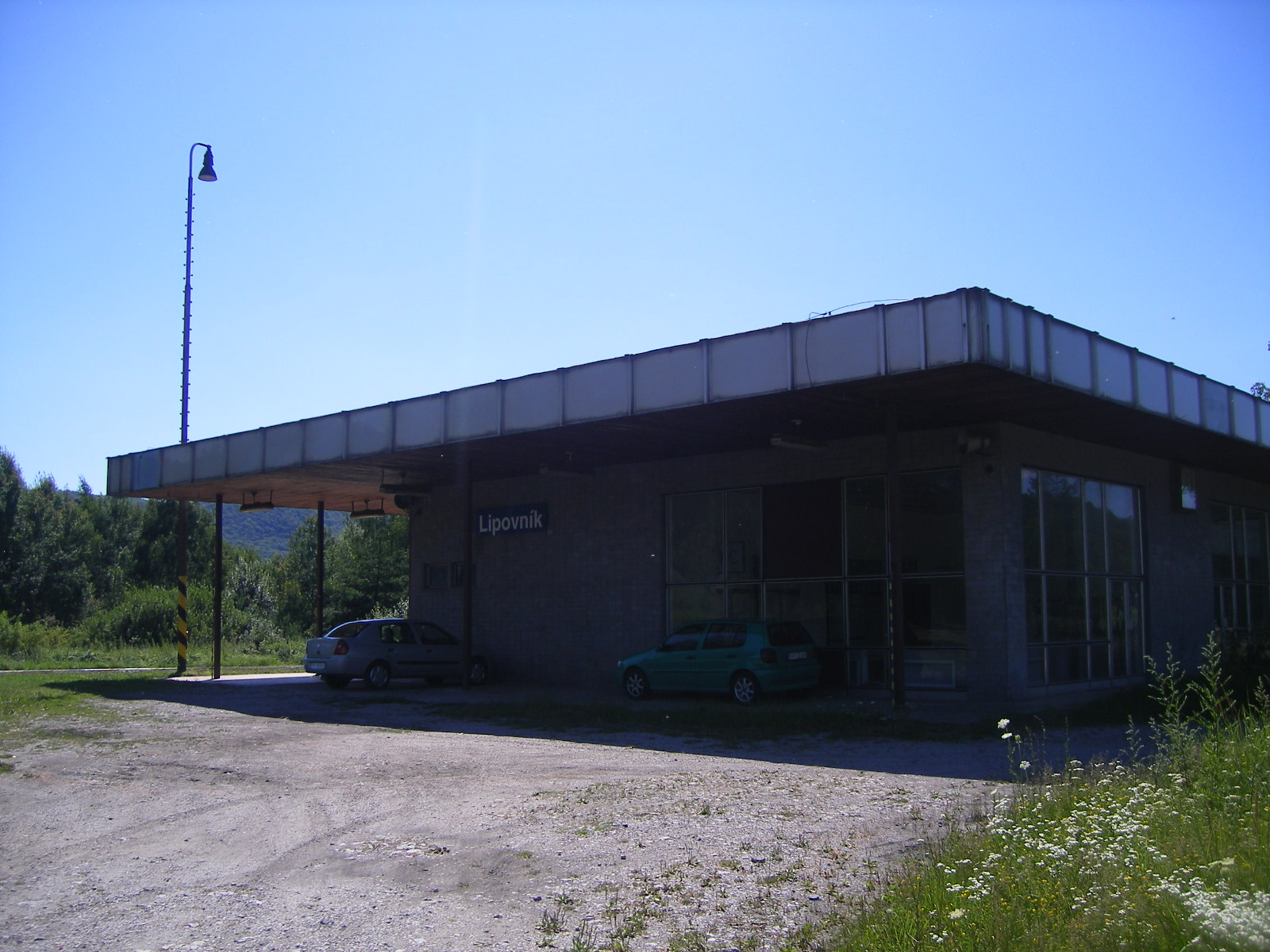
Vasútállomás
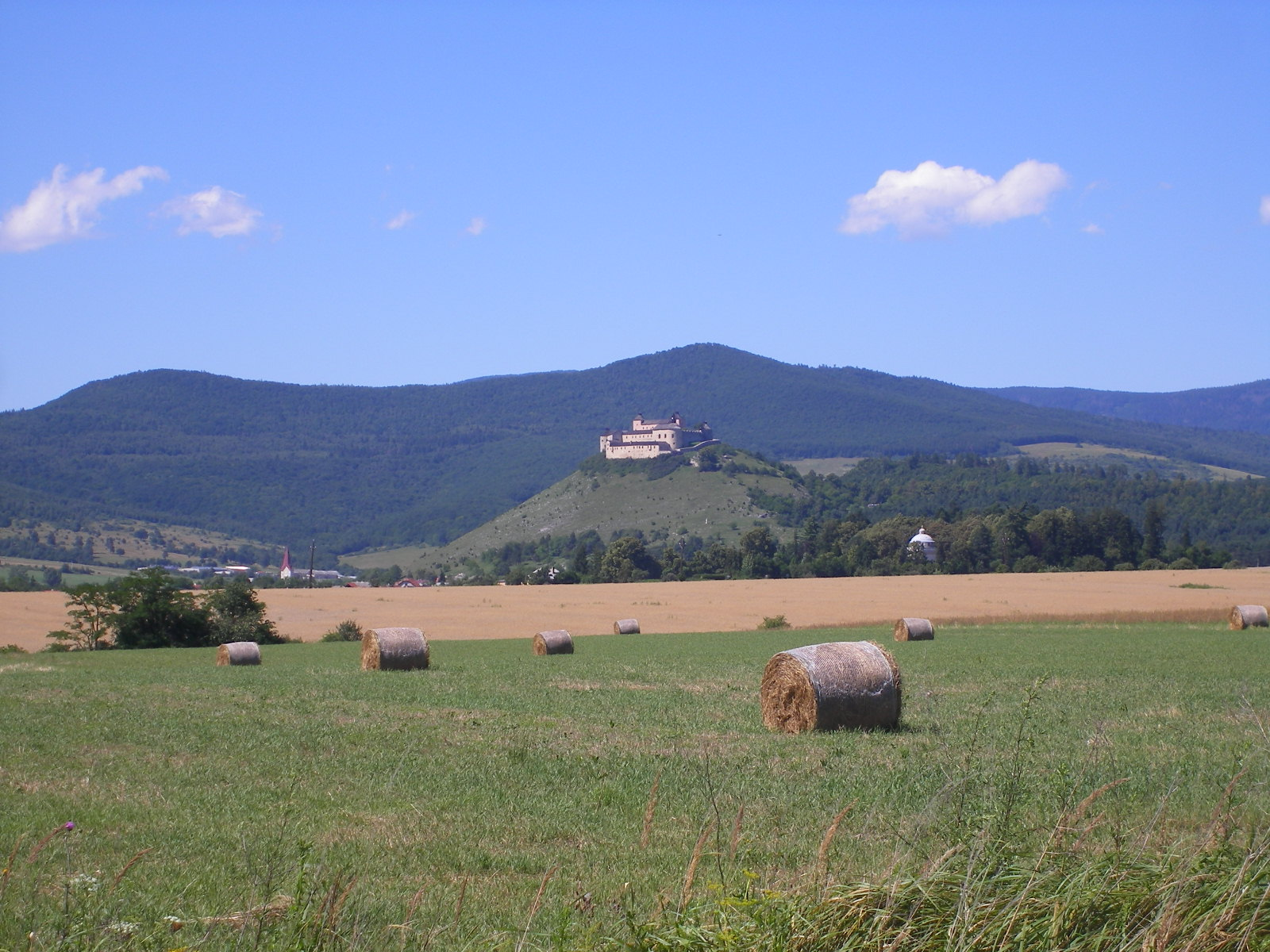
Tájkép Hárskúttól északra (háttérben Krasznahorka vára)